# Katarský úřad pro turistiku
Katarský úřad pro turistiku (QTA), který spadá pod vládu Kataru, je vrcholným orgánem odpovědným za formulování a správu pravidel, předpisů a zákonů týkajících se rozvoje a propagace turistiky v Kataru. Tento úřad nese odpovědnost za turistické zajímavosti a ubytování pro návštěvníky, za rozvoj a diverzifikaci podnikání v oblasti turistického ruchu v Kataru, ale i za zvýšení podílu turistiky na tvorbě HDP v zemi a za další růst a sociální rozvoj.
Činnost QTA se řídí Národní strategií pro oblast turistiky v Kataru 2030 (QNTSS), která byla zveřejněna v únoru 2014 a která ustavila plán dalšího rozvoje tohoto odvětví.

## Osvobození od vízové povinnosti
Státní příslušníci členských zemí Rady pro spolupráci v Perském zálivu (Bahrajn, Kuvajt, Omán, Saúdská Arábie a Spojené arabské emiráty) nepotřebují pro vstup do Kataru vízum.

## Vízová povinnost pro návštěvníky
Státní příslušníci dále uvedených 34 zemí nemusí žádat o vydání víz a po příjezdu do Kataru mohou získat potvrzení o zrušení vízové povinnosti. Toto povolení bude platit po dobu 180 dnů od data vystavení a jeho držitel získá na jeho základě oprávnění strávit až 90 dnů v Kataru v rámci jedné cesty nebo opakovaných cest.
| 1. Rakousko 2. Bahamy 3. Belgie 4. Bulharsko 5. Chorvatsko 6. Kypr 7. Česká republika 8. Dánsko 9. Estonsko 10. Finsko 11. Francie 12. Německo | 13. Řecko 14. Maďarsko 15. Island 16. Itálie 17. Lotyšsko 18. Lichtenštejnsko 19. Litva 20. Lucembursko 21. Malajsie 22. Malta 23. Nizozemsko 24. Norsko | 25. Polsko 26. Portugalsko 27. Rumunsko 28. Seychely 29. Slovensko 30. Slovinsko 31. Španělsko 32. Švédsko 33. Švýcarsko 34. Turecko |

Státní příslušníci dále uvedených 46 zemí nemusí žádat o vydání víz a po příjezdu do Kataru mohou získat potvrzení o zrušení vízové povinnosti. Toto potvrzení bude platit po dobu 30 dnů od data vystavení a jeho držitel získá na jeho základě oprávnění strávit až 30 dnů v Kataru v rámci jedné cesty nebo opakovaných cest. Toto potvrzení o zrušení může být prodlouženo o dalších 30 dnů.
| 1. Andorra 2. Argentina 3. Austrálie 4. Ázerbájdžán 5. Bělorusko 6. Bolívie 7. Brazílie 8. Brunej 9. Kanada 10. Chile 11. Čína 12. Kolumbie 13. Kostarika 14. Kuba 15. Ekvádor 16. Gruzie | 17. Guyana 18. Hong Kong 19. Indie 20. Indonésie 21. Irsko 22. Japonsko 23. Kazachstán 24. Libanon 25. Makedonie 26. Maledivy 27. Mexiko 28. Moldavsko 29. Monako 30. Nový Zéland 31. Panama 32. Paraguay | 33. Peru 34. Rusko 35. San Marino 36. Singapur 37. Jihoafrická republika 38. Jižní Korea 39. Surinam 40. Thajsko 41. Ukrajina 42. Velká Británie 43. Spojené státy 44. Uruguay 45. Vatikán 46. Venezuela |

## Turistická víza do Kataru
Návštěvníci cestující do Kataru na palubě jakéhokoliv letadla mohou on-line požádat o vydání turistického víza pro návštěvu Kataru. Návštěvníci přitom musí splnit tyto požadavky:
- Vyplnit on-line formulář
- Nahrát požadované dokumenty (včetně oskenovaného cestovního pasu a osobní fotografie)
- Předložit informaci o rezervaci u letecké společnosti
- Uhradit on-line kreditní kartou požadovanou platbu

Návštěvníci cestující do Kataru se společností Qatar Airways mohou požádat o zpracování žádosti o vydání turistického víza pro návštěvu Kataru – platí to jak pro cestujícího, tak všechny doprovázející osoby se stejnou rezervací.

## Průjezdní víza do Kataru
Cestující všech národností, kteří budou mít v Kataru mezipřistání na palubě letadla společnosti Qatar Airways, mají právo požádat zdarma o vydání průjezdního víza s platností 96 hodin. Platí však jisté podmínky, takže rozhodnutí o vystavení víza je výhradně na uvážení katarského Ministerstva vnitra.

## Návštěvní víza pro rezidenty členských zemí Rady pro spolupráci v Perském zálivu
Rezidenti členských zemí Rady pro spolupráci v Perském zálivu (GCC), kteří oficiálně vykonávají některou ze schválených profesí, a osoby, které je budou doprovázet, mohou po příjezdu do Kataru získat návštěvní vízum pro rezidenty zemí GCC. Toto vízum platné pro jednu návštěvu lze získat za poplatek ve výši 100 katarských rialů splatný platební kartou. Vízum platí po dobu 30 dnů a v případě potřeby může být obnoveno na další tři měsíce. Návštěvníci, kteří projeví zájem o využití tohoto typu víza, mohou být po vstupu na území Kataru požádáni o předložení oficiální dokumentace potvrzující jejich pracovní zařazení.